# بیانیه کار
بیانیه کار (انگلیسی: Statement Of Work (SOW)) از مدارک اصلی پروژه می‌باشد و سندی است که به‌طور معمول در زمینه مدیریت پروژه بکار می‌رود و از آن به عنوان شرح نیاز (شرح نیازمندی‌ها) کارهای پروژه، یاد می‌شود. این سند فهرست فعالیت‌ها، دستاوردها (تحویل‌دادنی‌ها) و برنامه زمان‌بندی پروژه را در اختیار تأمین‌کنندگان و فروشندگان قرار می‌دهد. در واقع این یک کاغذ یا بهتر بگوییم یک قرارداد است که بین کارفرما و پیمانکار امضاء می‌شود و تعهدات و مفاد یک قرار داد و بسیاری از مواد دیگر در آن گنجانده می‌شود. این SOW است که شرایط کار در یک پروژه ، انتظاراتی که یک کارفرما از انجام پروژه دارد اعم از عملکرد و نحوه طراحی و انجام پروژه و سرویس دهی و … همگی با جزئیات در آن بیان می‌شوند. محتوای مدرک بیانیه کار به‌طور معمول شامل نیازمندی‌های تفصیلی و برآوردهای قیمت، شرایط عمومی، ضوابط قانونی، استانداردهای حقوقی و نظارتی می‌باشد. این سند اغلب از پیوست‌های اصلی تفاهم‌نامه‌های ارائه خدمات یا درخواست‌های پیشنهاد (RFP) است.
اگر کار را پیمانکار یا فروشنده انجام می‌دهد، شرح‌کار بخش کلیدی قرارداد است. کار لحاظ‌شده در این مستند بخشی از تعهد قراردادی فروشنده به شماست. کاری که در شرح‌کار لحاظ نشده تنها درصورت توافق دوجانبه یا درخواست تغییر در پروژه انجام می‌گیرد. شرح‌کار برای تیم داخلی نیز اهمیت دارد، هرچند قانوناً بر این امر دلالت نمی‌کند؛ زیرا تخصیص منابع تنها برحسب تأمین کار شرح‌داده‌شده در شرح‌کار برنامه‌ریزی می‌شود.
هدف اصلی SOW این است که مسئولیت‌ها، توافق‌های انجام شده بین دو طرف به دقت و با جزئیات تشریح شده باشد تا در مواقع نیاز به این قرارداد مراجعه شود. این SOW است که تعریف می‌کند دقیقاً زمینه کاری پروژه چه چیزی است و چه مواردی برای کافرما باید در چه زمانی و به چه شکل انجام شود.
شما به عنوان یک کارفرما یا یک پیمانکار موظف هستید که چنین قراردادی را که شرح خدمات هم بعضاً نامگذاری می‌شود را امضا کنید تا در صورت بروز سوء تفاهم یا مشکلات در انجام پروژه تمامی موارد رفع اختلاف کاملاً واضح و روشن باشد و ملاک قانونی یک قرارداد محسوب می‌شود. SOW یک توصیف کلی از کل کاری است که قرار است انجام شود، هر چقدر که قرار است پروژه شما شامل جزئیات و دقت بیشتری باشد این موارد بایستی با دقت در مستند SOW گنجانده شود تا کارایی پروژه را بتوان تخمین و برآورد کرد. جالب اینجاست بدانید که شاخص‌های عملکرد یک پیمانکار و حتی کارفرما در یک پروژه که در مستندی به نام KPI قرار می‌گیرد نیز زیرمجموعه SOW خواهد بود.
نکته ای که در خصوص SOW باید در نظر داشته باشید نوشته شدن آن به زبان ساده و قابل درک برای دو طرفیت است و نباید دو طرف از مستند برداشت‌های متفاوتی داشته باشند، زبانی که باید آنقدر روشن باشد که حتی کاربران عادی نیز قادر به درک آن باشند و جنجالی و پیچیده نباشد، این زبان در نهایت حتی در صورت بروز مشکل بین دو طرف توسط قاضی ماجرا باید به سادگی قابل درک و اجرای حکم باشد.
قالب‌های ایجاد این مستند متنوع هستند اما بصورت کلی موارد زیر جزو مهم‌ترین قسمت‌های مستند SOW هستند: ۱. هدف(Purpose) 2. محدوده کاری(Scope Of Work) 3. محل کار(Location Of Work) 4. دوره زمانی انجام کار(Period Of Performance) 5. زمانبندی اقلام تحویلی(Deliverable Schedule) 6. استانداردهای قابل قبول(Applicable Standards) 7. معیارهای پذیرش(Acceptance Criteria) 8. ملزومات خاص(Special Requirements) 9. نوع قرارداد و زمانبندی پرداخت(Payment Schedule and Type Of Contract) 10. موارد متفرقه(Miscellaneous).

## چه‌موقع شرح‌کار بنویسم
شرح‌کار باید بعد از شرح‌محدوده و حینِ فازِ برنامه‌ریزیِ پروژه نوشته شود. شرح‌محدوده باید ابتدا نوشته شود، و به زبان ساده، محصول پروژه را درنظر بگیرد. فرض کنید که سازمان برای توسعهٔ یک سیستم مبتنی بر نرم‌افزار، که سفارش‌ها را برای نرم‌افزار می‌گیرد و ردیابی می‌کند، یک پروژه را شروع می‌کند. شرح‌محدوده باید شامل ادبیات آن نیز باشد. به‌علاوه ممکن است که شرح‌کار شامل لیستی از کاربران تحت پوشش این پروژه باشد؛ مانند کارمندان ورود سفارش، مهندسان نرم‌افزاری که سفارش‌ها را پیکربندی می‌کنند، مدیرانی که از سیستم گزارش می‌گیرند و کارکنان تحویل‌دهنده، که سفارش را تحویل می‌دهند. می‌توانید ویژگی‌هایی را که مایلید سیستم داشته باشد لحاظ کنید؛ مانند میان‌نتی (اینترنتی) یا درون‌نتی (اینترانتی) بودن دسترسی، تعداد سفارش‌هایی که باید ذخیره شوند، اطلاعاتی که باید برای هر سفارش ذخیره کرد، نحوهٔ جمع‌آوری پرداخت‌های سفارش‌ها و غیره. شرح‌محدوده بیانگر اطلاعات لازم دربارهٔ هر چیزی است که قرار است ساخته شود.
حال که فهمیدید چه می‌سازید، باید جزئیات نحوهٔ ساخت آن را درنظر بگیرید. اکنون باید شرح‌کار را تألیف کنید. شرح‌کار تعریف کاری است که قرار است انجام شود؛ ازاین‌رو باید قبل از زمان‌بندی نوشته شود یا در ساختار شکست کار بخش‌بخش شرح داده شود.

## در شرح‌کار باید چه‌چیز لحاظ شود؟
شرح‌کار را با اطلاعات موجود در شرح‌محدوده آغاز کنید. تمام مؤلفه‌های موجود در شرح‌محدوده باید در شرح‌کار نیز موجود باشند. در شرح‌محدوده معمولاً یک نمای کلی از اقلام تحویلی پروژه درنظر گرفته می‌شود؛ شرح‌کار شاملِ اقلام تحویلی، زمان تحویلشان، و نحوهٔ ساخت اقلام تحویلی است. به‌علاوه در شرح‌کار باید جزئیات اقلام تحویلی نیز شرح داده شود. به‌طورمثال اگر شرح‌محدوده شامل یک دریافت سفارش و سیستم مدیریت باشد، می‌توانید این مورد از اقلام تحویلی را به پایگاه‌داده‌ای برای دریافت و ذخیره و پیگیری اطلاعات، یک واسط سمت‌کاربر برای تعامل با کاربران، و یک سیستم گزارش‌دهی برای مدیریت گزارش‌ها تفکیک کرد.

## قالب کلی SOW

### ۱. هدف(Purpose)
این قسمت از مستند SOW همان‌طور که مشخص است هدف پروژه را مشخص می‌کند، یعنی در نهایت قرار است در این پروژه چه کاری انجام شود و به چه منظور انجام می‌شود و نتیجه کار چه چیزی می‌شود، برای مثال در یک پروژه طراحی و پیاده‌سازی شبکه هدف نهایی آن طراحی و اجرای کامل یک زیرساخت شبکه با استانداردهای مشخصی که تعریف شده‌است برای انجام یک سری خدمات مشخص در آینده تعریف می‌شود.

### ۲. محدوده کاری(Scope Of Work)
محدوده کاری یا Scope در واقع تعریف کننده حوزه و محدوده انجام کار است، سخت‌افزارهای لازم، نرم‌افزارهای لازم، محدوده انجام، در واقع این قسمت از SOW تعریف می‌کند که پروژه در چه سطحی، در چه اندازه ای و در چه محدوده ای باید انجام شود و ماهیت دقیق اجرایی پروژه را مشخص می‌کند برای مثال در یک پروژه طراحی و پیاده‌سازی زیرساخت شبکه، ساختمان‌ها، تعداد طبقات، تعداد Portها و تعداد تجهیزات سخت‌افزاری و … دقیقاً در این قسمت مشخص می‌شود، در صورت درست تعریف نشده این قسمت مشکلات متعددی ممکن است در پروژه به وجود بیاید و ساده‌ترین آنها می‌تواند اضافه کردن محدوده‌های خارج از قرارداد برای انجام پروژه توسط پیمانکار باشد.

### ۳. محل کار(Location Of Work)
همان‌طور که از عنوانش هم پیداست تعریف کننده محل دقیق انجام پروژه است، یعنی محل فیزیکی پروژه شما کجا است، برای مثال شما ممکن است یک قرارداد طراحی و پیاده‌سازی شبکه و زیرساخت داشته باشید که در آن قیمت و برآورد زمان بر اساس محل تهران است اما در نهایت متوجه می‌شوید که پروژه قرار است در عسلویه انجام شود و این یعنی بسیار هزینه‌های انجام شده توسط پیمانکار و اعلام شده تغییر خواهد کرد و پارامترهای دیگری به هزینه‌ها اضافه می‌شود.

### ۴. دوره زمانی انجام کار(Period Of Performance)
از عنوان این قسمت از SOW کاملاً مشخص است که در این قسمت تعریف می‌شود که پروژه شما کی شروع می‌شود، چه مدت طول می‌کشد، چه مقدار زمان در هفته صرف انجام کار می‌شود، کی پروژه تمام و تکمیل و تحویل می‌شود، مدت زمان مجاز برای انجام پروژه و تقریباً هر چیزی که مربوط به دوره زمانی انجام پروژه است در این قسمت قرار می‌گیرد.

### ۵. زمانبندی اقلام تحویلی(Deliverable Schedule)
در یک پروژه طبیعتاً اگر بصورت سخت‌افزاری نیاز به خرید و تحویل یک سری اقلام باشد در این قسمت تعریف می‌شود که از زمان سفارش و تحویل اقلام مختلف بسته به در دسترس بودن چه میزان باید باشد، برای مثال در یک پروژه طراحی و پیاده‌سازی زیرساخت شبکه تهیه کردن تجهیزات خاص سیسکو می‌تواند جزو موارد اقلام تحویلی قرار بگیرد.

### ۶. استانداردهای قابل قبول(Applicable Standards)
طبیعتاً زمانی که صحبت از استاندارد می‌شود یعنی یک سری استانداردها برای انجام هر پروژه ای وجود دارد که فاکتورهای محاسبه کیفیت یک پروژه هستند، برای مثال برای همان پروژه طراحی و پیاده‌سازی زیرساخت شبکه این استانداردهایی که از طرف شرکت‌های سازنده و تولیدکننده تجهیزات زیرساخت شبکه مثل سیسکو هستند می‌توانند معیاری برای بررسی طراحی و پیاده‌سازی درست پروژه باشند.

### ۷. معیارهای پذیرش(Acceptance Criteria)
طبیعتاً وقتی صحبت از معیار پذیرش می‌شود موضوع ما کارفرما است، یعنی شخصی که قرار است از پیمانکار پروژه را قبول کند، برای این قسمت باید دقیقاً فاکتورهایی که قرار است بر اساس آن بررسی کنیم که پروژه درست انجام شده‌است یا خیر تعریف بشود، برای مثال در همان پروژه طراحی و پیاده‌سازی زیرساخت شبکه یکی از معیارهای پذیرش این می‌تواند باشد که در زیر بار قرار گرفتن شبکه طی دو ماه کاری سرعتی معادل با یک گیگابیت بر ثانیه بایستی توسط زیرساخت فراهم بشود و این یک معیار برای پذیرفتن انجام درست پروژه می‌تواند باشد.

### ۸. ملزومات خاص(Special Requirements)
ملزومات یا الزامات خاص یعنی مواردیکه کارفرما از پیمانکار می‌خواهد تا برایش حتماً فراهم کند یا پروژه توسط این الزمات انجام شود، برای مثال در پروژه طراحی و پیاده‌سازی زیرساخت شبکه این پیمانکار است که مثلاً اعلام می‌کند حتماً باید در این پروژه شخصی که دارای مدرک بین‌المللی CCIE Laboratory در این حوزه است ناظر بر اجرای پروژه باشد یا اجناس تحویلی باید به روز و از لایسنس اصلی استفاده کنند و ….

### ۹. نوع قرارداد و زمانبندی پرداخت(Payment Schedule and Type Of Contract)
نوع قرارداد و زمانبندی پرداخت از نامش هم پیداست، قیمت پروژه، حداقل و حداکثر قیمت مناقصه، شرایط پرداخت بسته به بودجه تعریف شده برای پروژه، بودجه‌های اضطراری و همچنین بازه‌های زمانی تعیین شده در پروژه دارد و این جزو مواردی است که معمولاً مقداری از مبلغ برای حسن انجام کار نگه داشته می‌شود و بعد از چند ماه از گذشت پروژه پرداخت می‌شود.

### ۱۰. موارد متفرقه(Miscellaneous)
هر چیزی که در موارد بالا گنجانده نمی‌شود در این قسمت قرار خواهد گرفت، در واقع هر چیزی که نمی‌توان در موارد بالا قرار بدهیم و مورد مذاکرده دو طرف پیمانکار و کارفرما قرار می‌گیرند در این قسمت خواهند بود، مواردیکه نادیده گرفته می‌شود یا کم ارزش به نظر می‌رسند و حداقل می‌خواهیم در حد اشاره در پروژه وجود داشته باشند در این قسمت قرار می‌گیرند.